# Vklenjeni Prometej (Rubens)
 Vklenjeni Prometej je oljna slika Petra Paula Rubensa, flamskega baročnega umetnika iz Antwerpna. Pod vplivom grške igre Prometej: človekov prijatelj je Peter Paul Rubens v svojem ateljeju dokončal to sliko v sodelovanju s Fransom Snydersom, ki je upodobil orla. V njegovi lasti je ostala od 1612 do 1618, ko je bila v skupini slik, ki jih je dokončal Rubens, zamenjana z Angležem sirom Dudleyem Carletonom, z njegovo zbirko klasičnih kipov. To delo je trenutno v zbirki Heimatmuseum Oldenburg, Nemčija.

## Zgodovina
Leta 1582 je bil Peter Paul Rubens prvič vajenec pri daljnem sorodniku Tobiasu Verhaechtu, krajinskem slikarju. Rubens je krajši čas preživel v njegovem ateljeju in se naučil osnov sestavljanja pokrajine. Te lekcije so vplivale na njegovo delo, vključno z  Vklenjenim Prometejem, saj imajo ozadja mnogih njegovih slik pomembno vlogo v kompoziciji. Rubens se je nato štiri leta učil pri Adamu van Noortu, portretistu, znanem po tem, da je slikal mitološke prizore z obilnimi akti in spontanimi podobami flamskega življenja. Preden je ustanovil svoj studio, je Rubens med letoma 1594 in 1598 sodeloval z Ottom van Veenom. Tu se je Rubens naučil kompozicije in ikonografije zgodovinskega slikarstva, ki je bila prikazana v Vklenjenem Prometeju s skrajšano figuro, postavljeno blizu gledalca in uporabi ikonografije iz starogrške igre.
Leta 1610 je Rubens v Antwerpnu odprl svoj studio, hkrati pa je služboval kot dvorni slikar nadvojvode in nadvojvodinje v Bruslju. V istem obdobju kot  Vklenjeni Prometej je Rubens slikal tudi Snemanje s križa, naročeno oltarno sliko.

### Sodelovanje s Fransom Snydersom
Po ustanovitvi lastnega studia je Peter Paul Rubens imel veliko pomembnih naročil. Sodeloval je z umetniki, ki so na svojem študijskem področju veljali za mojstre. Rubens je za orla pri  Vklenjenem Prometeju sodeloval s Fransom Snydersom, mojstrom živalskih in lovskih prizorov.

## Izvorno gradivo
Vklenjeni Prometej je grška igra, ki jo pripisujejo Ajshilu, vendar naj bi bila dokončana po Ajshilovi smrti leta 456 pr. n. št.  Možno je, da je to druga igra, ki jo je napisal Ajshil v povezani trilogiji, sledi ji Prometheus lyomenos (Odvezani Prometej), od katere je ohranjenih le nekaj fragmentov.
V predstavi je Prometej, Titan, pomagal Zevsu pri vzpostavljanju oblasti nad Kronosom in drugimi Titani, vendar je Zevsa razjezil, tako da je postal prvak smrtnikov in jim dal ogenj in umetnost.  Na otvoritvi predstave je Zevs naročil Hefajstu, Kratosu (Moč) in Biji (Sila), naj Prometeja pribijejo na visoko skalo na Kavkazu, in trpi muke, tako da je orel požrl Prometejeva večno obnavljajoča se jetra vsak dan. Prometejeva kazen je sledila kraji ognja z gore Olimp, da bi ga dal človeštvu.
Peter Paul Rubens bi te grške vplive uporabil za lastno interpretacijo zgodbe. Ko je slikal klasično ali mitološko temo, je poveličeval človeško stvarjenje in izrazil lastno veselje do lepote sveta. V Vklenjenem Prometeju upodablja trpečo žrtev Prometeja, pa tudi lepoto orla, ki povzroča muke.

## Interpretacija
V Rubensovi interpretaciji ogromen orlov kljun odpira Prometejev trup in razkriva krvavo drobovino. Orlovi kremplji zarežejo v Prometejevo desno oko, medtem ko je njegovo levo oko usmerjeno na plenilca, kar kaže, da se zaveda mučenja. Agonija se kaže v stisnjenih pesteh, zvijanju nog in razmršenih laseh. Jetra so bila izbrana za mučenje, saj so Grki jetra obravnavali kot inteligenco, dušo in sedež življenja.
Rubensova umetnost je povezana s stališči brata Filipa in njegovega učitelja Justusa Lipsija do protireformacije. Študirali so grško in rimsko literaturo ter ideje, vendar so v poganski mitologiji videli posredno poklon moči edinega boga kristjanov.
Pesem, ki jo je napisal Lipsij, profesor in prijatelj Rubensovega brata Filipa, opisuje predvideni odziv gledalca:
Tu se s kljukastim kljunom koplje pošastni jastreb v jetrih Prometeja, ki mu ne dajo miru pred mukami kot kdaj koli prej in se divja ptica približa njegovi samoobnavljajoči se dojki in jo kaznujoče napade. Ni zadovoljen s svojim nečloveškim žrtvenim praznikom, temveč s kremplji, ki  raztrgajo, tu mučen obraz, tam človekovo stegno. Gledal bi morilsko na gledalce, če ga njegov okovani plen ne bi zadržal. Nič več ne more prestrašiti prestrašenih gledalcev, tako da obrača svoje goreče oči iz enega v drugega. Kri teče iz prsnega koša in vsakega dela, kjer njegovi kremplji pustijo sled, njegove prodorne oči pa puščajo divji plamen. Morda mislite, da se premika, da mu trepeta perje. Grozljivka zajame opazovalce.

## Vplivi na Rubensa

### Rim
Rim je bil na vrhuncu katoliškega preporoda, saj je Rubens nešteto ur delal študije iz figur, ki jih je v Sikstinski kapeli naslikal Michelangelo. Na Rubensovega Vklenjenega Prometeja je vplivala muskulatura in širok okvir Michelangela. Takrat je bil v Rimu tudi Caravaggio, na vrhuncu svoje kariere. Čeprav je bilo malo verjetno, da se slikarja nikoli nista srečala, je bil Rubens navdušen nad njegovimi slikami, nekatere je celo kopiral. Čeprav je imel burno življenje, je Caravaggio obvladal uporabo tenebrizma, dramatičnega ravnovesja svetlobe in teme, ki se pogosto uporablja za poudarjanje figur.

### Benetke
Ko je junija 1600 prispel v Benetke, je mestna umetniška scena cvetela. Tizian, ki velja za enega največjih slikarjev, je umrl leta 1576, eno leto pred rojstvom Rubensa. Tizianova priljubljenost je preživela v Benetkah, Rubens pa je preučeval njegovo obvladovanje forme, intenzivno barvanje, močne in tekoče črte ter moč domišljije. Rubens je obiskal tudi Doževo palačo v Benetkah, v kateri so bili stropi in stene, okrašeni s slikami krščanskih vizij in poganskih alegorij.

### Firence
Rubens je dobil priložnost potovati v Firence oktobra 1600 na poroko Marie de' Medici, neveste Henrika IV. Francoskega. V tem času je Rubens obiskal mesta, ki so vsebovala pomembna renesančna dela, vključno s cerkvijo sv. Lovrenca, v kateri so bili Michelangelove Medičejske grobnice. Preučeval je tudi dela Ludovica Cigolija, slikarja, ki se je oddaljil od izkrivljene naklonjenosti manieristične umetnosti.

## Izvor
Vklenjeni Prometej, znan po močnem čustvenem odzivu, je ostal v Rubensovi posesti od njegovega zaključka leta 1612. Prva zabeležena prodaja je bila leta 1618 angleškemu zbiratelju siru Dudleyju Carletonu. Carleton je ponudil Rubensu, da zamenja svojo zbirko klasičnih kipov, za veliko skupino slik iz Rubensove delavnice, ki jih je nadzoroval ali vsaj končal avtor Rubens sam. Da bi dokazal, da je na Vklenjenem Prometeju delal sam, je Rubens v pismu Carletonu zapisal:
Prometej, privezan na Kavkaz, z orlom, ki mu kljuva jetra. Izvirnik lastnoročno, orel pa Snyders. 500 florinov.